# Tadeo Jones 3: La tabla esmeralda
Tadeo Jones 3. La tabla esmeralda es una película de comedia animada por computadora española de 2022 dirigida por Enrique Gato y escrita por Josep Gatell y Manuel Burque. Es la continuación de Las aventuras de Tadeo Jones y Tadeo Jones 2: El secreto del rey Midas.

## Argumento
El torpe arqueólogo Tadeo rompe un sarcófago y lanza un hechizo que pone en peligro a sus amigos, por lo que se embarcan en una aventura que los lleva a lugares como México, París y Chicago.

## Doblaje

### Versión española
- Óscar Barberán como Tadeo Jones[1]
- Michelle Jenner como Sara Lavrof[1]
- Luis Posada como Momia[1]
- José Corbacho como Ryu[1]
- Alexandra Jiménez como Victoria[1]
- Cecilia Suárez como Agente Ramírez[1]
- Tito Valverde como Agente Pickle[1]
- Ana Esther Alborg como Ra Amon Ah[1]
- Manuel Burque como Martín[1]

## Producción
La película es una producción de Telecinco Cinema, Lightbox Animation Studios, Ikiru Films, Anangu Grup y La Tadeopelícula AIE, y ha contado con la participación de Mediaset España, Movistar Plus+ y Grupo Mediterráneo Mediaset España. Fue escrito por Josep Gatell y Manuel Burque Producida por Dabruk, el tema principal de la película ("Si tú me llamas") fue interpretado por Omar Montes y Belinda. La película tuvo un presupuesto informado de 11 millones de euros.

## Estreno
Distribuida mundialmente por Paramount Pictures, la película se estrenó en los cines franceses el 24 de agosto de 2022. Luego se estrenó en cines en España el 26 de agosto de 2022 y en América Latina el 15 de septiembre del 2022. Se convirtió en la película más taquillera del fin de semana en la taquilla española, siendo también, hasta ese momento del año, tanto el 2º fin de semana de estreno más grande para cualquier película de animación (después de Minions: El origen de Gru) como el 2º -mayor fin de semana de estreno de cualquier película española (después de Padre no hay más que uno 3). Se estrenó en el Reino Unido e Irlanda el 9 de septiembre de 2022 bajo el título Tad the Lost Explorer and the Curse of the Mummy, también distribuido por Paramount, en junio del 2023 se lanzó en streaming, en Estados Unidos es lanzada en la plataforma Hulu, en el mundo es estrenada en Disney+ y en Latinoamérica en Star+, siendo esta la primera película animada de Paramount Pictures estrenada en Disney+.

## Recepción
Rubén Romero Santos de Cinemanía calificó la película con 4 estrellas sobre 5 escribiendo que "es notable la planificación de las constantes escenas de acción, un prodigio técnico que coloca a la animación española a la vanguardia".
Beatriz Martínez, de El Periódico de Catalunya, valora la película con 3 estrellas sobre 5, valorando que consigue alcanzar "un mayor grado de virtuosismo" [que las dos películas anteriores], siendo su trama "mejor articulada, su estructura más ágil, es más aventurero, más divertido y tiene mejores ideas".
María Bescós de HobbyConsolas calificó la película con 60 puntos sobre 100 ("aceptable"), considerándola una mejora con respecto a las entregas anteriores de la saga, pero citando la trama "predecible", el humor "simplista" y algunos detalles adicionales. trabajo que hacer con la animación como puntos negativos.
Javier Ocaña de El País consideró que la película es "la más refinada [de las tres entregas]", siendo la interpretación de Tadeo el elemento más sorprendente, destacando por lo demás el "sobresaliente trabajo de doblaje a lo largo de las tres películas [entregado] por Óscar Barberán, [presentando] una hermosa voz llena de matices en el tono".
Mike McCahill de The Guardian calificó la película con 3 de 5 estrellas y subrayó cómo "[nunca] es más que un relleno de pantalla no esencial, pero agradablemente divertido, en parte porque tiene una idea de cómo llenar una pantalla".

## Reconomientos

### Premios Gaudí
| Año  | Categoría                                    | Resultado | Ref    |
| ---- | -------------------------------------------- | --------- | ------ |
| 2023 | Mejor Largometraje Documental o de Animación | Ganador   | [ 13 ] |
| 2023 | Mejores efectos visuales (David Blanco)      | Nominado  | [ 13 ] |

### Medallas del Círculo de Escritores Cinematográficos
| Año  | Categoría                                    | Resultado | Ref    |
| ---- | -------------------------------------------- | --------- | ------ |
| 2022 | Mejor Largometraje Documental o de Animación | Ganador   | [ 14 ] |

### Premios Goya
| Año  | Categoría                                    | Resultado | Ref    |
| ---- | -------------------------------------------- | --------- | ------ |
| 2023 | Mejor Largometraje Documental o de Animación | Nominado  | [ 15 ] |